# فرهنگسرای کودک
فرهنگسرای کودک یکی از فرهنگسراهای فعال در شهر تهران است.
زمین این فرهنگسرا متعلق به شهرداری تهران بود و پارکینگ شهرداری محسوب می‌شده است. سپس در دهه ۱۳۷۰به خانه فرهنگ محله زرگنده و در تابستان ۱۳۸۰ به فرهنگسرای کودک تبدیل شده است. 
در فرهنگسرای کودک فعالیت‌هایی از قبیل کارگاه قصه‌نویسی، آموزش زبان انگلیسی، کارگاه بازیگری، کارگاه موسیقی کارگاه صنایع دستی و... جریان دارد. 
همچنین این فرهنگسراها با همکاری سازمان محیط زیست «جنبش ناجیان کوچک زمین» را پایه‌ریزی کرده است که کودکان را در گروه‌های مختلف برای محیط زیست آموزش می‌دهد و متشکل می‌کند. 